# Qijin Hu
Qijin Hu är en sjö i Kina. Den ligger i provinsen Jiangxi, i den sydöstra delen av landet, omkring 81 kilometer öster om provinshuvudstaden Nanchang. Qijin Hu ligger 13 meter över havet. Den ligger vid sjön Houshi Hu. Trakten runt Qijin Hu består till största delen av jordbruksmark.
Genomsnittlig årsnederbörd är 2 308 millimeter. Den regnigaste månaden är juni, med i genomsnitt 395 mm nederbörd, och den torraste är oktober, med 33 mm nederbörd.